# Eugenio Trejos Benavides
Eugenio Trejos Benavides (Heredia, 13 de abril de 1959) es un académico  planificador económico-social y político costarricense. Fue Rector del Instituto Tecnológico de Costa Rica durante el período 2003-2011, y candidato presidencial del Partido Frente Amplio para las Elecciones presidenciales de Costa Rica de 2010. Actualmente es candidato a diputado por Heredia por el Partido Acción Ciudadana.

## Biografía
Nació en Heredia, el 13 de abril de 1959, hijo de Eduardo Trejos Dittel y Mercedes Benavides Campos. En el año 1987 se casa con María Luisa Marino Herrera. Fue Rector del Instituto Tecnológico de Costa Rica durante el período 2003-2011. Aceptó la candidatura presidencial del Partido Frente Amplio para las Elecciones presidenciales de Costa Rica de 2010. 
Se convirtió en una figura pública principalmente al convertirse en el coordinador nacional del Movimiento Patriótico contra el TLC apoyando el NO en el referéndum.

## Polémica por la candidatura
El 23 de julio de 2009, Trejos Benavides aceptó la candidatura a la Presidencia de la República por el Frente Amplio. En esa misma fecha, el Consejo Institucional del Tecnológico recomendó a Trejos renunciar formalmente al considerar que la rectoría requiere dedicación exclusiva.
El 30 de julio el Rector retira su renuncia, indicando que «se siente presionado e irrespetado en sus derechos ciudadanos y laborales, que mantiene su posición de defensa de los argumentos que lo motivaron en la lucha contra el TLC y que no aceptará presiones de ningún órgano institucional y por tanto no renunciará»
El 7 de agosto el periódico La Nación le dedica el editorial periodístico a Eugenio Trejos, instándolo a definirse por quedarse como Rector del ITCR o como candidato del Partido Frente Amplio.
En una entrevista otorgada a ese mismo medio periodístico el 8 de agosto, Trejos Benavides se refiere a la situación de su renuncia indicando:
«Lo que he estado planteando, en el marco de mis derechos ciudadanos, laborales y al igual que lo hice en las semanas previas al referendo (7 de octubre de 2007), es tomar los días de vacaciones acumulados, sumarlos a los días de vacaciones institucionales de fin y principio de año y luego solicitar una licencia sin goce de salario por los días que queden descubiertos desde el inicio de labores, a mediados de enero, hasta el 7 de febrero para participar en la contienda electoral».
El 14 de agosto, el Rector responde al Editorial de La Nación, señalando que se encuentra en un período de reflexión profunda, valorando todas las implicaciones de una eventual candidatura en la vida institucional. Señala de igual modo que sus decisiones las toma con base en principios, valores y convicciones profundas, y no cediendo a presiones de grupos externos, por más respetables y/o poderosos que estos sean.